# Coppa Italia 2021 (pallacanestro femminile)
La Coppa Italia 2021 è stata la 35ª edizione del trofeo riservato alle società del campionato italiano di Serie A1 di pallacanestro femminile. Annullata l'edizione del 2020 a causa della pandemia di COVID-19.
Organizzato dalla Lega Basket Femminile si è disputata dal 4 all'8 marzo 2021 nella Virtus Segafredo Arena di Bologna.
La Lega ha adottato la formula della Final Eight alla quale hanno preso parte le prime otto squadre classificate in Serie A1 al termine del girone d'andata, ovvero: Umana Reyer Venezia, Famila Wüber Schio, Virtus Segafredo Bologna, Passalacqua Ragusa, USE Scotti Rosa Empoli, Allianz Geas Sesto San Giovanni, Limonta Costa Masnaga e Fila San Martino.
La gara dei quarti fra la Virtus Bologna e Geas è stata annullata per la positività al COVID-19 di una giocatrice delle sestesi, con conseguente rinuncia al torneo ed accesso diretto alle semifinali per Bologna.
Il Torneo è stato vinto per la dodicesima volta dalla Famila Wüber Schio, che ha sconfitto in finale la Umana Reyer Venezia per 69-55.

## Risultati

### Tabellone
|  | Quarti | Quarti         | Quarti |  |   | Semifinali     | Semifinali    | Semifinali |  |   | Finale        | Finale       | Finale |
|  |        |                |        |  |   |                |               |            |  |   |               |              |        |
|  | 1      | Reyer Venezia  | 102    |  |   |                |               |            |  |   |               |              |        |
|  | 1      | Reyer Venezia  | 102    |  |   |                |               |            |  |   |               |              |        |
|  | 8      | San Martino    | 57     |  |   |                |               |            |  |   |               |              |        |
|  | 8      | San Martino    | 57     |  | 1 | Reyer Venezia  | 87            |            |  |   |               |              |        |
|  |        |                |        |  | 1 | Reyer Venezia  | 87            |            |  |   |               |              |        |
|  |        |                |        |  |   | 4              | Eirene Ragusa | 73         |  |   |               |              |        |
|  | 4      | Eirene Ragusa  | 90     |  |   | 4              | Eirene Ragusa | 73         |  |   |               |              |        |
|  | 4      | Eirene Ragusa  | 90     |  |   |                |               |            |  |   |               |              |        |
|  | 5      | USE Empoli     | 80     |  |   |                |               |            |  |   |               |              |        |
|  | 5      | USE Empoli     | 80     |  |   |                |               |            |  | 1 | Reyer Venezia | 55           |        |
|  |        |                |        |  |   |                |               |            |  | 1 | Reyer Venezia | 55           |        |
|  |        |                |        |  |   |                |               |            |  |   | 2             | Famila Schio | 69     |
|  | 3      | Virtus Bologna | 20     |  |   |                |               |            |  |   | 2             | Famila Schio | 69     |
|  | 3      | Virtus Bologna | 20     |  |   |                |               |            |  |   |               |              |        |
|  | 6      | GEAS           | 0      |  |   |                |               |            |  |   |               |              |        |
|  | 6      | GEAS           | 0      |  | 3 | Virtus Bologna | 69            |            |  |   |               |              |        |
|  |        |                |        |  | 3 | Virtus Bologna | 69            |            |  |   |               |              |        |
|  |        |                |        |  |   | 2              | Famila Schio  | 73         |  |   |               |              |        |
|  | 2      | Famila Schio   | 84     |  |   | 2              | Famila Schio  | 73         |  |   |               |              |        |
|  | 2      | Famila Schio   | 84     |  |   |                |               |            |  |   |               |              |        |
|  | 7      | Costa Masnaga  | 53     |  |   |                |               |            |  |   |               |              |        |
|  | 7      | Costa Masnaga  | 53     |  |   |                |               |            |  |   |               |              |        |

### Finale
| Bologna 8 marzo 2021, ore 20:00 CET                | Umana Reyer Venezia | 55 – 69 (15-16, 24-34, 36-51) referto | Famila Wüber Schio | Virtus Arena |
| \| \| \| \| \| Anderson 23 \| Punti \| 22 Gruda \| |                     |                                       |                    |              |
|                                                    |                     |                                       |                    |              |
| Anderson 23                                        | Punti               | 22 Gruda                              |                    |              |

## Squadra vincitrice
Famila Wüber Schio: Jasmine Keys, Kim Mestdagh, Sabrina Cinili, Sandrine Gruda, Valeria De Pretto, Natalie Achonwa, Martina Crippa, Olbis Futo Andrè, Francesca Dotto, Stefania Trimboli, Jillian Harmon, Giorgia Sottana. Allenatore: Pierre Vincent.